# Retiniphyllum pauciflorum
Retiniphyllum pauciflorum là một loài thực vật có hoa trong họ Thiến thảo. Loài này được Kunth ex K.Krause miêu tả khoa học đầu tiên năm 1908.